# شکستگی کالیس
شکستگی کالیس یکی از انواع شکستگی‌های انتهای پایینی استخوان ساعد است که استخوان زند زبرین دچار شکستگی می‌شود و مچ دست به عقب می‌رود. ناهنجاری ظاهری ایجاد شده را به صورت بدشکلی (دفرمیته) سرنیزه‌ای یا چنگالی توصیف می‌کنند.

## نامگذاری
به‌صورت کلی و مبهم، هر شکستگی انتهای ساعد را که شامل انتهای دور (دیستال) رادیوس باشد، و بعضی از اجزای مچ هم در آن به عقب رفته باشند را شکستگی کالیس در نظر می‌گیرند، اما در کاربرد دقیق و فنی، سه جزء اصلی برای شکستگی کلیس به شرح زیر وجود دارد: 
- شکستگی عرضی استخوان زند زبرین
- فاصله یک اینچی (۲٫۵۴ سانتیمتری) از مفصل رادیوکارپال
- عقب رفتگی مچ و زاویه دار شدن امتداد استخوانی

## سبب
افتادن روی دست باز باعث این شکستگی می‌شود . اوایل، این شکستگی را در زنان سالخورده‌ای که دچار پوکی استخوان و یائسگی بودند شرح دادند، اما فقط منحصر به این گروه نیست . ارتباط این شکستگی با پوکی استخوان به حدی است که تنها یک شکستگی از آن ارتباط بیشتری با استئوپوروز دارد که شکستگی ستون فقرات است.

## تشخیص
پرتونگاری با اشعه ایکس از نماهای قدامی_خلفی و جانبی روش اصلی تشخیصی می‌باشد . 
شکستگی کلاسیک استخوان کالیس (colles) دارای مشخصات زیر است:
-شکستگی عرضی استخوان زند زبرین (رادیوس)
-شکستگی در یک اینچی نزدیک به مفصل رادیو کارپال
-جابجایی غیر طبیعی مچ دست به سمت پشت و ایجاد زاویه پشتی غیر عادی.

## درمان
برای موارد بدون عارضه، گچ‌گیری درمان انتخابی است .

## نام شکستگی
این شکستگی را به نام دکتر آبراهام کولیز، جراح ایرلندی ای که آن را در ۱۸۱۴ شرح داد نام‌گذاری کرده‌اند .